# Cá đàn lia Nhật Bản
Callionymus japonicus, tên thông thường là cá đàn lia Nhật Bản, là một loài cá biển thuộc chi Callionymus trong họ Cá đàn lia. Loài này được mô tả lần đầu tiên vào năm 1782.

## Phân bố và môi trường sống
C. japonicus có phạm vi phân bố ở Tây Thái Bình Dương. Trước đây, loài này được biết đến ở ngoài khơi phía nam Nhật Bản, Hàn Quốc, và từ bờ đông Trung Quốc men dọc theo bờ biển Việt Nam đến vịnh Thái Lan, và từ Philippines trải dài xuống phía nam đến đảo Java. Sau này, phạm vi phân bố của C. japonicus mở rộng thêm tại Papua New Guinea, tây bắc Úc và tại quần đảo Chesterfield. C. japonicus sống trên đáy cát và bùn, được tìm thấy ở độ sâu khoảng từ 5 đến 208 m.

## Mô tả
Chiều dài tối đa được ghi nhận ở C. japonicus là khoảng 20 cm. Đầu và thân có màu nâu sẫm; vùng bụng có màu nâu nhạt hoặc trắng. Lưng được bao phủ bởi các đốm lớn sẫm màu; hai bên thân có một hàng những đốm nhỏ màu đen. Vây lưng thứ nhất có một đốm tròn đen trên màng vây thứ ba. Nửa dưới của vây hậu môn có dải sọc màu đen; phần còn lại màu trắng. Vây lưng thứ hai, vây đuôi, vây ngực và vây bụng có nhiều đốm và chấm màu nâu. C. japonicus là loài dị hình giới tính.
Số gai ở vây lưng: 4; Số tia vây mềm ở vây lưng: 9; Số gai ở vây hậu môn: 0; Số tia vây mềm ở vây hậu môn: 8; Số tia vây mềm ở vây ngực: 18 - 20; Số gai ở vây bụng: 1; Số tia vây mềm ở vây bụng: 5.
Thức ăn của C. japonicus là các loài động vật giáp xác, thân mềm hai mảnh vỏ và ốc biển.